# Џос
Џос (енгл. Jos) је град у централној Нигерији. Главни је град провинције Плато. По подацима из 2010. у граду је живело 873.943 становника.
Град се налази на истоименој висоравни на око 1300 m надморске висине. Стога је клима у граду умеренија него у остатку земље. Средње годишње температуре износе између 21 и 25 °C.
Џос је настао почетком 20. века. Основали су га британски колонисти који су овде експлоатисали калај. Град се нагло развио од 1914. када је до њега изграђена железничка пруга. Временом је обухватио и суседни град Букуру. Због пријатне климе Џос је популарна туристичка дестинација у Нигерији. Почетком 21. века сукоби хришћана (народ Бером) и муслимана (народ Фулани) су довели до хиљада жртава. Новембра 2008. погинуло је више од 400 људи. Јануара 2010. у интерконфесионалним сукобима смртно је страдало више од 465 људи (око 400 муслимана). Марта исте године убијено је више од 100 хришћана.